# Renzo Bragoni
Renzo Bragoni (Villafranca in Lunigiana, 9 dicembre 1924) è un ex calciatore italiano, di ruolo centrocampista.

## Carriera
In gioventù militò nell'OTO Meccanici della Spezia. Dopo gli esordi in Serie C con il Rapallo, nel 1945 si accasò allo Spezia. Con il club ligure debuttò in Serie B nella stagione 1946-1947. Disputò cinque stagioni nel campionato cadetto. Con la maglia dello Spezia collezionò in totale 139 presenze e 20 reti.